# Saxa Rubra
Saxa Rubra è una frazione di Roma Capitale, situata in zona Z. LVI Grottarossa, nel territorio del Municipio Roma XV (ex Municipio Roma XX).
È situata a nord, lungo la via Flaminia, all'interno del Grande Raccordo Anulare.
Il nome latino Saxa Rubra (grotte rosse) è dovuto alla presenza di grotte di tufo rosso nella zona. 
Nelle sue vicinanze si svolse la battaglia del Cremera (477 a.C.) ed ebbe inizio la battaglia di Ponte Milvio (312).
A Saxa Rubra ha sede il Centro radiotelevisivo Biagio Agnes della Rai.
La frazione è molto frequentata soprattutto per la presenza di un capolinea Cotral a cui attestano molte corse per il Viterbese, alcune linee urbane ATAC e dove si trova una stazione ferroviaria della ferrovia Roma Nord gestita da Cotral.

## Collegamenti
|  | È raggiungibile dalle stazioni: Saxa Rubra e Centro Rai. |